# اثر مولینس

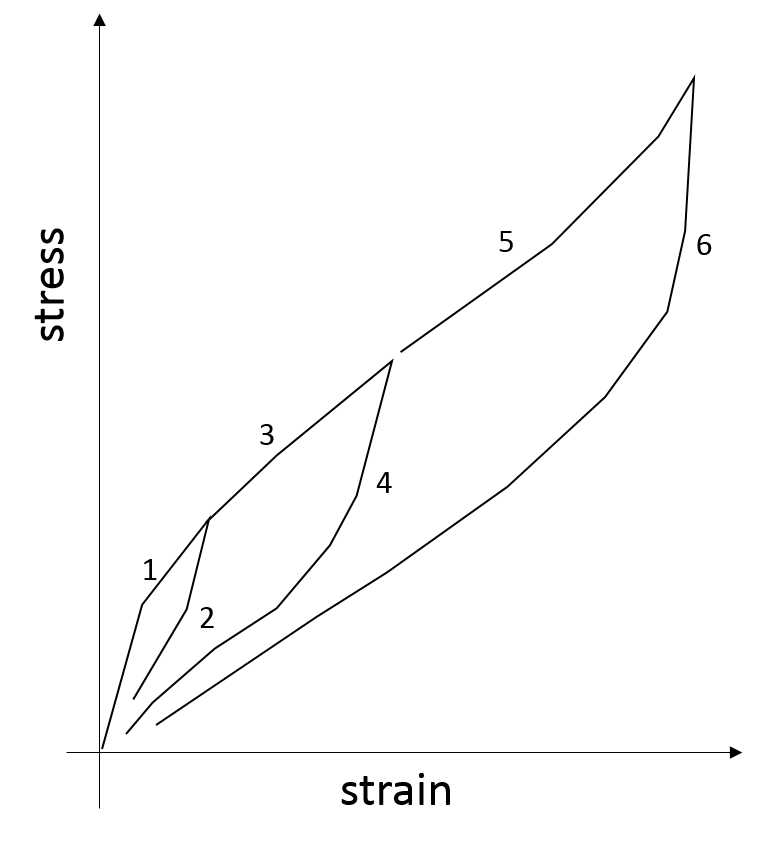
منحنی فشار و کشش در کش کشیده شده

اثر مولینس (به انگلیسی: Mullins effect) یک حالت ویژه است که درکشیده شدن کش به وجود می‌آید. و منحنی فشار و کشش در حالت بیشترین کشیدگی اتفاق می‌افتد. این پدیده به نام لئونارد مولینس نامگذاری شد که در مورد این اثر پژوهش می‌کرد.